# Морозевич Маркіян Борисович
Маркіян Борисович Морозевич — лейтенант Збройних Сил України, учасник російсько-української війни.

## Життєпис
Маркіян Морозевич народився 1998 року в Львові. Навчався у Львівській загальноосвітній школі І-ІІІ ступенів №82
Будучи 16-річним юнаком, вступив до 2-го запасного батальйону ДУК «Правий Сектор», у складі якого проходив військові вишколи та займався волонтерською діяльністю для потреб бійців .
У липні 2015-го вступив до складу 8-го батальйону «Аратта», виконував бойові завдання у зоні проведення антитерористичної операції.
Тоді ж здобував освіту у Правничому коледжі Львівського національного університету імені Івана Франка. У 2017 році вступив на навчання до Національної академії сухопутних військ імені Гетьмана Петра Сагайдачного на факультет бойового застосування військ, яке успішно завершив влітку 2021 році, отримавши звання лейтенанта.
Був учасником бойових дій операції об'єднаних сил. Cлужив в 24ОМБр.
З липня 2021 року виконував бойові завдання із захисту Батьківщини на Луганщині у лавах 24-ї окремої механізованої бригади імені короля Данила
Загинув в березні 2022 року. Залишилися бабуся, батьки, брат, хрещені батьки та велика родина . 

## Нагороди
- Орден Богдана Хмельницького III ступеня (2022, посмертно) — за особисту мужність і самовіддані дії, виявлені у захисті державного суверенітету та територіальної цілісності України, вірність військовій присязі[2].